# Eois vinosata
Eois vinosata är en fjärilsart som beskrevs av W. Warren 1907. Eois vinosata ingår i släktet Eois och familjen mätare. Inga underarter finns listade i Catalogue of Life.